# 北辰实业
北京北辰實業股份有限公司（港交所：588, 上交所：601588），簡稱北辰實業，是中國北京一家國有綜合企業，從事物業管理、房地產開發及零售等業務。公司在1997年，由北京北辰實業集團公司分拆成立，而北辰集团自身则由1990年8月8日成立的第十一届亚运会运动员村服务中心改制而来。它在1997年5月14日，於香港交易所發行H股上市，並在2006年10月16日，於上海證券交易所發行A股上市。

## 外部連結
- 北京北辰實業股份有限公司（页面存档备份，存于）